# Theodor Freiesleben (1859-1935)
 Der er flere personer med dette navn, se Theodor Freiesleben.
Theodor Freiesleben (født 14. januar 1859 i Aarhus, død 12. marts 1935) var en dansk officer og kammerherre, bror til Carl Freiesleben.
Han var søn af generalmajor Theodor Freiesleben og hustru, blev sekondløjtnant i fodfolket 1880, premierløjtnant 1881, kaptajn 1894, oberstløjtnant 1908, oberst og chef for 4. Regiment 1911, chef for Den Kongelige Livgarde 1913 og fik afsked fra Hæren 1920. Han var Kommandør af 1. grad af Dannebrogordenen og Dannebrogsmand.
Han blev gift med Pauline Adovica Hollesen (24. oktober 1863 i Rye Mølle - 28. december 1949), datter af datter af møller og hotelejer Peder Christian Hollesen (1829-1870) og Ane Poulsdatter (1828-?).